# Club de Rome
Le club de Rome est un groupe de réflexion réunissant des scientifiques, des économistes, des fonctionnaires nationaux et internationaux, ainsi que des industriels de cinquante-deux pays, préoccupés des problèmes complexes auxquels doivent faire face toutes les sociétés, tant industrialisées qu'en développement.
Réunie pour la première fois en avril 1968, l'organisation acquiert une notoriété mondiale à l'occasion de la publication du texte Les Limites à la croissance en 1972, aussi connue sous le nom de « rapport Meadows », qui constitue la première étude importante mettant en exergue les dangers, pour l’environnement et donc l'humanité, de la croissance économique et démographique que connaît alors le monde.

## Historique
L'organisation découle des discussions ayant lieu au sein de l'Organisation de coopération et de développement économiques (OCDE) à propos des « problèmes de la société moderne » et d'une « crise planétaire » naissante. Le club de Rome est créé, comprenant principalement des personnels de l'OCDE, afin d'introduire ces idées dans la conscience publique. Piloté à sa création par Aurelio Peccei, un Italien membre du conseil d'administration de Fiat, et Alexander King, un scientifique et fonctionnaire écossais, ancien directeur scientifique de l'OCDE, le club est ainsi nommé en raison du lieu de sa première réunion, à Rome, à l'Académie des Lyncéens le 8 avril 1968. Les autres membres fondateurs sont Erich Jantsch et Hugo Thiemann.
La  réunion suivante se met en place avec l'appui de la fondation Rockefeller à Bellagio, en Italie. Jay Forrester, Hasan Özbekhan (en), Dennis Gabor, et René Dubos adhèrent au club à ce moment-là. Cette conférence produit la « déclaration de Bellagio », qui appelle à la planification mondiale à long terme.
Le club de Rome se fait connaître mondialement en 1972 par son premier rapport, The Limits to Growth (littéralement Les limites à la croissance), connu sous le nom de « rapport Meadows » et traduit en français par l'interrogation Halte à la croissance ?. Le rapport est financé par la Fondation Volkswagen,.  Son interpellation intervient à l'apogée de la période dite des Trente Glorieuses, une période de croissance sans précédent dans les pays développés et qui laissait penser que celle-ci était sans limite imaginable. Le concept de croissance zéro, que ce rapport ne préconisait pas, fut néanmoins une des idées fondatrices de l'écologie politique.
En 2020, la Dr Mamphela Ramphele explique avoir mis la main sur Cri d’alarme pour le XXIe siècle alors qu’elle se préparait à accueillir la conférence du club de Rome et cherchait quel message transmettre : « En lisant les passages sur la révolution humaine que le Dr Aurelio Peccei et Daisaku Ikeda appellent de leurs vœux, j’ai pris conscience du fait que cette révolution humaine est la clé qui permettra à l’humanité de surmonter les situations d’urgence et les crises planétaires auxquelles nous faisons face. La seule façon de sortir debout de toutes ces situations critiques est, pour chacun, d’ouvrir lucidement les yeux sur celles de nos actions qui perturbent ce réseau interdépendant de vie qui garantit l’harmonie. Je crois que le club de Rome a eu raison de centrer ce dialogue autour de ce concept et de le considérer comme un facteur essentiel »,.
Le club de Rome a adopté un programme d’action thématique autour des cinq points suivants :
- plan d’action d’urgence pour la planète ;
- recadrer l’économie ;
- repenser la finance ;
- faire émerger une nouvelle civilisation grâce à la révolution humaine ;
- donner le leadership à la jeunesse et favoriser les dialogues intergénérationnels pour façonner l’avenir.

## Organisation
Son comité exécutif est constitué de treize membres[réf. souhaitée].

### Présidents
| 1969-1984   | Aurelio Peccei                                              |
| 1984-1990   | Alexander King                                              |
| 1990-2000   | Ricardo Díez-Hochleitner                                    |
| 2000-2015   | Prince Hassan ben Talal                                     |
| 2015-2018   | co-présidents Anders Wijkman Ernst Ulrich von Weizsäcker    |
| Depuis 2018 | co-présidentes Sandrine Dixson-Declève Dr Mamphela Ramphele |

## Le rapportThe Limits to Growth(Les Limites à la croissance)
Ce rapport, commandé en 1970 et publié en 1972 par le  club  de Rome, fut aussi appelé « rapport Meadows ». Il se base sur un modèle de simulation nommé World3. Il a été diffusé à seize millions d'exemplaires. Douze millions d'exemplaires ont été vendus en trente-sept langues.
Dans ce rapport, quatre ans après la contestation de la société de consommation de 1968 dans les pays d'économie libérale, pour la première fois, les vertus de la croissance sont remises en cause par des chercheurs du Massachusetts Institute of Technology (MIT) au nom d'une prise de conscience d'une pénurie prévisible des ressources énergétiques et minérales et des conséquences du développement industriel sur l'environnement. Les notions de développement durable et d'empreinte écologique font du club de Rome un précurseur.
Cinq principaux problèmes sont soulignés :
- l’accélération de l’industrialisation ;
- la croissance forte de la population mondiale ;
- la persistance de la malnutrition mondiale ;
- l'épuisement des ressources naturelles non renouvelables ;
- la dégradation de l'environnement.

Les conclusions du rapport annoncent un avenir inquiétant pour l'humanité : si rien n'est mis en œuvre pour stabiliser la population et la croissance industrielle, le système planétaire va s'effondrer. D'où un appel à la « croissance zéro », sans préciser les mesures à prendre. Ce rapport a été largement critiqué à l'époque, notamment parce qu'il adopterait le point de vue et les intérêts des pays riches, au détriment des pays pauvres, ou encore en raison du modèle mathématique utilisé,.
Pour la géographe et économiste Sylvie Brunel, dont les prises de position sont régulièrement dénoncées comme climato-sceptiques,, The Limits to Growth « nous annonçait déjà dans les années 70 la fin du gaz et du pétrole pour le début des années 90 » et elle range le rapport parmi les « prédictions catastrophiques ».
Le premier rapport fut suivi en 1974 d'un deuxième intitulé « Stratégie pour demain », dont l'approche fut diversifiée et localisée selon dix grandes régions du monde ayant chacune une situation et des problématiques de développement différentes.
Le 1er mars 2012, la Smithsonian Institution rend publique une version actualisée du rapport de 1972. Il s’agit en fait d’un second travail, utilisant la même méthodologie que le premier, avec les mêmes acteurs, le club de Rome maître d’ouvrage et le MIT maître d’œuvre. Cependant, les instruments d'analyse ont été modernisés pour tenir compte des progrès accomplis dans les méthodes d'observation et de prévision. Le rapport de 2012 confirme les conclusions tirées par celui de 1972. Ce dernier donnait soixante ans (2030) au système économique mondial pour s'effondrer, confronté à la diminution des ressources et à la dégradation de l’environnement : une refonte radicale de ce système est indispensable pour espérer repousser cette date butoir .

## Thèmes liés
Sur son site internet, le club mentionne (2013) notamment :
- l'empreinte écologique[21] ;
- la gouvernance d'Internet[22] ;
- l'éthique de l'environnement, avec une liste d'ouvrages recommandés[23] ;
- le changement climatique[24] ;
- le projet Desertec[25].

## Partenaires
Début 2013, ses premiers partenaires étaient:
- (de) l’Allianz Elementarversicherungs AG[26] ;
- (de) la Chambre de commerce américaine en Autriche[27] ;
- (de) la Banque d'Autriche[28] ;
- (de) le Bundeskanzleramt[29] ;
- (de) le Bundesministerium für Land- und Forstwirtschaft, Umwelt und Wasserwirtschaft[30] ;
- (de) le Bundesministerium für Unterricht, Kunst und Kultur[31] ;
- (de) le Bundesministerium für Wirtschaft und Arbeit[32] ;
- (de) le club de Vienne[33] ;
- (en) l’European Baha'i Business Forum (EBBF)[34] ;
- (en) l’Association européenne pour la promotion du développement durable[35] ;
- (en) la Ligue européenne pour la coopération économique[36] ;
- (en) la Global Marshall Plan Initiative[37] ;
- (de) l’Österreichische Gesellschaft für Versicherungsfachwissen[38] ;
- (en) le Centre international pour l'information éthique[39] ;
- (de) l’Oesterreichische Nationalbank[40] ;
- (de) l’Österreichischer Rundfunk[41] ;
- (de) l’Österreichisches Kompetenzzentrum für Wissensmanagement[42] ;
- (de) Ökosoziales Forum Österreich[43] ;
- (de) la ville de Vienne[44] ;
- (de) le Steinbeis Transfer Institute for Information Ethics[45] ;
- (de) Stiftung Digitale Chancen[46] ;
- (en) le Sustainable Europe Research Institute[47] ;
- (de) Telekom Austria[48] ;
- TeliaSonera[49] ;
- (en) l’UNESCO[50] ;
- (de) l’Universitäts.Club Klagenfurt[51] ;
- (de) le Verein der Freunde der Pilgrim Schule[52] ;
- (be) le Vlaams Overleg Duurzame Ontwickeling[53] ;
- (de) le Wiener Vorlesungen[54] ;
- (de) le Wissenschaftliches Zentrum der Polnischen Akademie der Wissenschaften in Wien[55] ;
- (en) la World Academy of Arts and Science[56] ;
- (de) le Zentrum für Interkulturelle Studien Fürstenfeld[57].